# Салас, Хосе Мариано
Хосе Мариано Салас (исп. José Mariano Salas; 11 мая 1797 — 24 декабря 1867) — мексиканский политик и военный деятель, дважды занимавший пост временного президента Мексики. Входил в избранный Ассамблеей нотаблей триумвират (исп. Junta Superior de Gobierno), который пригласил Максимилиана Габсбурга на трон, и занимал должность регента Второй Мексиканской империи.

## Биография
Хосе Мариано родился в Мехико 11 мая 1797 года. В 1813 году он вступил в королевскую армию кадетом. Свою службу начал с борьбы с повстанцами. Хосе Мариано сопровождал Санта-Анну во время захвата Халапы, столицы Веракруса. В 1821 году он присоединился к плану Игуалы, провозглашавшему независимость Мексики.
За службу император Агустин де Итурбиде повысил его до звания капитана. В 1827 году Хосе Мариано защищал правительство президента Гуадалупе Виктории во время восстания Монтано. Он воевал в Тампико против испанской интервенции Исидро Баррадаса в 1829 году. В 1832 году произведён в подполковники. Командовал одной из колонн во время штурма Аламо и участвовал в событиях в Лано-Пердидо. Он прикрывал отход мексиканских войск в Матаморос.
4 августа 1846 года в цитадели Мехико Салас восстал против генерала Мариано Паредеса, который временно оставил президентский пост Николасу Браво, поскольку сам отправился воевать с повстанцами в Гвадалахаре. Салас объявил восстановление федералистского режима в противовес централистам Паредеса.
Салас временно исполнял обязанности президента с 5 августа по 23 декабря 1846 года. Он восстановил федералистскую конституцию 1824 года и созвал новый конгресс. Он пытался усилить армию и изыскать средства на войну с Соединёнными Штатами. Салас выступил с рядом инициатив, таких как основание национальной библиотеки или устройство нового уличного освещения, но в военное время было не до них. В декабре он передал власть Санта-Анне.
В 1847 году Салас был повышен до генерал-майора. Как второй командующий Северной армии (исп. Ejército del Norte), он воевал с американцами во время интервенции США. 20 августа 1847 года во время битвы под Падиерной попал в плен. После подписания мирного договора был назначен главнокомандующим и губернатором Керетаро.
Второй раз Салас исполнял обязанности президента во время Войны за реформу — с 21 января по 2 февраля 1859 года, пока в столицу не прибыл представитель консерваторов Мигель Мирамон.
Как командир гарнизона Мехико, 18 июля 1863 года Салас был назван одним из трёх регентов до прибытия императора Максимилиана I.
Умер 24 декабря 1867 года в селе Гуадалупе-Идальго (сейчас район Мехико).